# Parco naturale di Montecchio
Il parco naturale di Montecchio è un'area protetta che si trova a San Marino presso la curazia di Murata, alle falde occidentali del monte Titano nell'Appennino tosco romagnolo nella valle del rio San Marino, tributario del Marecchia.
Il parco è abitato da daini, cinghiali, pavoni, anatre.
All'interno del parco ci sono due edifici, uno è considerato il primo edificio costruito nella Repubblica di San Marino, dove secondo la leggenda si rifugiò san Marino diacono e l'altra è la sede della Associazione micologica sammarinese, dove è anche presente un piccolo museo che raccoglie le specie di funghi presenti a San Marino e nell'Appennino tosco romagnolo.